# Frederico Gil
Frederico Gil (* 24. března 1985, Lisabon) je portugalský profesionální tenista. Ve své dosavadní kariéře na okruhu ATP World Tour nevyhrál žádný turnaj. Na challengerech ATP a sérii Futures získal k srpnu 2011 jedenáct titulů ve dvouhře a osm ve čtyřhře. Na turnaji v Estorilu 2010 se probojoval do finále, v němž podlehl Španělu Albertu Montañésovi. V portugalském daviscupovém týmu debutoval roku 2004.
Na žebříčku ATP byl nejvýše ve dvouhře klasifikován v dubnu 2011 na 62. místě a ve čtyřhře pak v září 2010 na 105. místě. K roku 2011 jej trénoval bývalý portugalský tenista João Cunha e Silva.

## Finálové účasti na turnajích ATP World Tour

### Dvouhra: 1 (0–1)
| Legenda                           |
| Grand Slam (0–0)                  |
| ATP World Tour Finals (0–0)       |
| ATP World Tour Masters 1000 (0–0) |
| ATP World Tour 500 (0–0)          |
| ATP World Tour 250 (0–1)          |

| Stav      | Č. | Datum          | Turnaj  | Povrch | Finalista       | Výsledek         |
| --------- | -- | -------------- | ------- | ------ | --------------- | ---------------- |
| Finalista | 1. | 9. května 2010 | Estoril | antuka | Albert Montañés | 2–6, 7–6(4), 5–7 |

## Finále na challengerech ATP

### Dvouhra: 13 (11–2)
| Legenda           |
| Challengery (6–1) |
| Futures (5–1)     |

| Č.        | Datum | Turnaj          | Povrch       | Soupeř ve finále | Výsledek          |                  |
| Vítěz     | 1.    | 7. března 2005  | Faro         | tvrdý            | Marcel Granollers | 6–2, 6–7(3), 6–3 |
| Vítěz     | 2.    | 21. března 2005 | Lagos        | tvrdý            | Marcel Granollers | 6–1, 6–3         |
| Vítěz     | 3.    | 17. října 2005  | Caracas      | tvrdý            | Piero Luisi       | 7–5, 6–2         |
| Vítěz     | 4.    | 6. března 2006  | Benin City   | tvrdý            | Valentin Sanon    | 7–6(2), 7–6(3)   |
| Vítěz     | 5.    | 10. dubna 2006  | Faro         | tvrdý            | Rui Machado       | 7–6(4), 1–6, 6–4 |
| Finalista | 1.    | 1. května 2006  | Rabat        | antuka           | Lamine Ouahab     | 6–4, 6–3         |
| Vítěz     | 6.    | 5. června 2006  | Sassuolo     | antuka           | Gorka Fraile      | 6–3, 7–5         |
| Vítěz     | 7.    | 10. září 2007   | Sevilla      | antuka           | Pablo Andújar     | 6–1, 6–3         |
| Vítěz     | 8.    | 2. června 2008  | Sassuolo (2) | antuka           | Santiago Ventura  | 6–2, 6–3         |
| Vítěz     | 9.    | 11. srpna 2008  | Istanbul     | tvrdý            | Benedikt Dorsch   | 6–4, 1–6, 6–3    |
| Finalista | 2.    | 3. května 2009  | Tunis        | antuka           | Gastón Gaudio     | 6–2, 1–6, 6–3    |
| Vítěz     | 10.   | 4. října 2009   | Neapol       | antuka           | Potito Starace    | 2–6, 6–1, 6–4    |
| Vítěz     | 11.   | 20. června 2010 | Milan        | antuka           | Máximo González   | 6–1, 7–5         |

### Čtyřhra: 21 (8–13)
| Legenda           |
| Challengery (6–7) |
| Futures (2–6)     |

| Stav      | Č.  | Datum            | Turnaj     | Povrch    | Spoluhráč          | Finalisté                                 | Výsledek           |
| Finalista | 1.  | 22. březns 2004  | Albufeira  | tvrdý     | Leonardo Tavares   | Juan Ignacio Cerda & Jasper Smit          | 6–4, 6–4           |
| Vítěz     | 1.  | 5. dubna 2004    | Lagos      | tvrdý     | Bernardo Mota      | Juan Ignacio Cerda & Jasper Smit          | 7–6(1), 6–1        |
| Finalista | 2.  | 5. července 2004 | Galați     | antuka    | Felipe Lemos       | Cătălin Gârd & Andrei Mlendea             | 6–2, 6–1           |
| Finalista | 3.  | 21. března 2005  | Lagos      | tvrdý     | Leonardo Tavares   | Richard Holstrom & Christian Johansson    | bez boje           |
| Finalista | 4.  | 17. října 2005   | Bogotá     | antuka    | Marcelo Melo       | Marcos Daniel & Santiago González         | 6–2, 7–5           |
| Finalista | 5.  | 6. března 2006   | Benin City | tvrdý     | Nicholas Monroe    | Abdul-Mumin Babalola & Jonathan Igbinovia | 6–3, 6–7(4), 6–3   |
| Finalista | 6.  | 3. dubna 2006    | Lille      | tvrdý (h) | Filip Urban        | Stéphane Bohli & Artem Sitak              | 6–1, 6–2           |
| Vítěz     | 2.  | 10. dubna 2006   | Faro       | tvrdý     | Gonçalo Nicau      | Sebastian Fitz & Jasper Smit              | 6–2, 6–2           |
| Finalista | 7.  | 6. května 2006   | Rabat      | antuka    | Walid Jallali      | Enrico Burzi & Dušan Karol                | 3–6, 6–3, 6–2      |
| Finalista | 8.  | 19. června 2006  | Milán      | antuka    | Joan Albert Viloca | Giorgio Galimberti & Harel Levy           | 6–3, 6–3           |
| Finalista | 9.  | 12. března 2007  | Bogotá     | antuka    | Dick Norman        | Martín García & Diego Hartfield           | 6–4, 3–6, 10–5     |
| Finalista | 10. | 28. května 2007  | Karlsruhe  | antuka    | Michael Berrer     | Alex Kuzněcov & Mischa Zverev             | 6–4, 6–7(6), 10–4  |
| Finalista | 11. | 4. června 2007   | Fürth      | antuka    | Fabio Fognini      | Bruno Echagaray & André Ghem              | 7–6(1), 4–6, 13–11 |
| Finalista | 12. | 20. srpna 2007   | Manerbio   | antuka    | Alberto Martín     | Antal Van Der Duim & Boy Westerhof        | 7–6(4), 3–6, 10–8  |
| Finalista | 13. | 31. března 2008  | Neapol     | antuka    | Luis Horna         | Tomáš Cibulec & Jaroslav Levinský         | 6–1, 6–3           |
| Vítěz     | 3.  | 12. března 2008  | Marakéš    | antuka    | Florin Mergea      | James Auckland & Franko Skugor            | 6–2, 6–3           |
| Vítěz     | 4.  | 6. července 2008 | Turín      | antuka    | Carlos Berlocq     | Tomáš Cibulec & Jaroslav Levinský         | 6–4, 6–3           |
| Vítěz     | 5.  | 15. srpna 2009   | Istanbul   | tvrdý     | Filip Prpic        | Grigor Dimitrov & Marsel İlhan            | 3–6, 6–2, 10–6     |
| Vítěz     | 6.  | 4. října 2009    | Napoli     | antuka    | Ivan Dodig         | Thiago Alves & Lukáš Rosol                | 6–1, 6–3           |
| Vítěz     | 7.  | 12. června 2010  | Lugano     | antuka    | Christophe Rochus  | Santiago González & Travis Rettenmaier    | 7–5, 7–6(3)        |
| Vítěz     | 8.  | 4. července 2010 | Turín (2)  | antuka    | Carlos Berlocq     | Potito Starace & Daniele Bracciali        | 6–3, 7–6(5)        |

### Exhibice

#### Dvouhra: 1 (0–1)
| Stav      | Č. | Datum           | Turnaj            | Povrch | Soupeř ve finále  | Výsledek    |
| --------- | -- | --------------- | ----------------- | ------ | ----------------- | ----------- |
| Finalista | 1. | 18. června 2011 | Liverpool, Anglie | tráva  | Fernando González | 6–1, 7–6(6) |